# Melanoplinae
Sous-famille
Les Melanoplinae sont une sous-famille d'insectes orthoptères de la famille des Acrididae.

## Distribution
Les espèces de cette sous-famille se rencontrent en Europe, en Asie et en Amérique.

## Liste des genres
Selon Orthoptera Species File (23 octobre 2018) :
- tribu Conalcaeini Cohn & Cantrall, 1974
  - genre Barytettix Scudder, 1897
  - genre Conalcaea Scudder, 1897
  - genre Huastecacris Fontana & Buzzetti, 2007
  - genre Oedomerus Bruner, 1907
- tribu Dactylotini Scudder, 1897
  - genre Aztecacris Roberts, 1947
  - genre Campylacantha Scudder, 1897
  - genre Dactylotum Charpentier, 1845
  - genre Dasyscirtus Bruner, 1908
  - genre Gymnoscirtetes Scudder, 1897
  - genre Liladownsia Fontana, Mariño-Pérez, Woller & Song, 2014
  - genre Paraidemona Brunner von Wattenwyl, 1893
  - genre Paratylotropidia Brunner von Wattenwyl, 1893
  - genre Perixerus Gerstaecker, 1873
  - genre Poecilotettix Scudder, 1897
- tribu Dichroplini Rehn & Randell, 1963
  - genre Atrachelacris Giglio-Tos, 1894
  - genre Chlorus Giglio-Tos, 1898
  - genre Dichromatos Cigliano, 2007
  - genre Eurotettix Bruner, 1906
  - genre Leiotettix Bruner, 1906
  - genre Ronderosia Cigliano, 1997
  - genre Scotussa Giglio-Tos, 1894
  - genre Apacris Hebard, 1931
  - genre Baeacris Rowell & Carbonell, 1977
  - genre Bogotacris Ronderos, 1979
  - genre Boliviacris Ronderos & Cigliano, 1990
  - genre Chibchacris Hebard, 1923
  - genre Ciglianacris Cadena-Castañeda & Cardona, 2017
  - genre Coyacris Ronderos, 1991
  - genre Dichroplus Stål, 1873
  - genre Digamacris Carbonell, 1989
  - genre Hazelacris Ronderos, 1981
  - genre Huaylasacris Cigliano, Pocco & Lange, 2011
  - genre Keyopsis Ronderos & Cigliano, 1993
  - genre Mariacris Ronderos & Turk, 1989
  - genre Meridacris Roberts, 1937
  - genre Neopedies Hebard, 1931
  - genre Orotettix Ronderos & Carbonell, 1994
  - genre Pediella Roberts, 1937
  - genre Ponderacris Ronderos & Cigliano, 1991
  - genre Pseudoscopas Hebard, 1931
  - genre Timotes Roberts, 1937
  - genre Yungasus Mayer, 2006
- tribu Jivarini Hebard, 1924
  - genre Argemiacris Ronderos, 1978
  - genre Comansacris Ronderos & Cigliano, 1990
  - genre Hydnosternacris Amédégnato & Descamps, 1978
  - genre Intiacris Ronderos & Cigliano, 1990
  - genre Jivarus Giglio-Tos, 1898
  - genre Maeacris Ronderos, 1983
  - genre Maylasacris Cigliano & Amédégnato, 2010
  - genre Nahuelia Liebermann, 1942
  - genre Oreophilacris Roberts, 1937
  - genre Urubamba Bruner, 1913
- tribu Melanoplini Scudder, 1897
  - genre Aeoloplides Caudell, 1916
  - genre Agroecotettix Bruner, 1908
  - genre Aptenopedes Scudder, 1878
  - genre Cephalotettix Scudder, 1897
  - genre Chloroplus Hebard, 1918
  - genre Eotettix Scudder, 1897
  - genre Floridacris Otte, 2014
  - genre Floritettix Otte, 2014
  - genre Hesperotettix Scudder, 1876
  - genre Hypochlora Brunner von Wattenwyl, 1893
  - genre Melanoplus Stål, 1873
  - genre Necaxacris Roberts, 1939
  - genre Netrosoma Scudder, 1897
  - genre Oedaleonotus Scudder, 1897
  - genre Paroxya Scudder, 1877
  - genre Phaedrotettix Scudder, 1897
  - genre Philocleon Scudder, 1897
  - genre Phoetaliotes Scudder, 1897
  - genre Sinaloa Scudder, 1897
- tribu Podismini Jacobson, 1905
  - sous-tribu Miramellina Rehn & Randell, 1963
    - genre Anapodisma Dovnar-Zapolskij, 1932
    - genre Capraiuscola Galvagni, 1986
    - genre Chortopodisma Ramme, 1951
    - genre Cophopodisma Dovnar-Zapolskij, 1932
    - genre Curvipennis Huang, 1984
    - genre Epipodisma Ramme, 1951
    - genre Indopodisma Dovnar-Zapolskij, 1932
    - genre Italopodisma Harz, 1973
    - genre Miramella Dovnar-Zapolskij, 1932
    - genre Nadigella Galvagni, 1986
    - genre Oropodisma Uvarov, 1942
    - genre Pseudoprumna Dovnar-Zapolskij, 1932
    - genre Rammepodisma Weidner, 1969
    - genre Zubovskya Dovnar-Zapolskij, 1932

  - sous-tribu Podismina Jacobson, 1905
    - genre Appalachia Rehn & Rehn, 1936
    - genre Booneacris Rehn & Randell, 1962
    - genre Dendrotettix Packard, 1890
    - genre Micropodisma Dovnar-Zapolskij, 1932
    - genre Niitakacris Tinkham, 1936
    - genre Odontopodisma Dovnar-Zapolskij, 1932
    - genre Ognevia Ikonnikov, 1911
    - genre Podisma Berthold, 1827
    - genre Pseudopodisma Mistshenko, 1947
    - genre Yunnanacris Chang, 1940

  - sous-tribu Tonkinacridina Ito, 2015
    - genre Fruhstorferiola Willemse, 1921
    - genre Parapodisma Mistshenko, 1947
    - genre Pedopodisma Zheng, 1980
    - genre Sinopodisma Chang, 1940
    - genre Tonkinacris Carl, 1916

  - sous-tribu indéterminée
    - genre Argiacris Hebard, 1918
    - genre Asemoplus Scudder, 1897
    - genre Bradynotes Scudder, 1880
    - genre Buckellacris Rehn & Rehn, 1945
    - genre Hebardacris Rehn, 1952
    - genre Hypsalonia Gurney & Eades, 1961
    - genre Kingdonella Uvarov, 1933
    - genre Anepipodisma Huang, 1984
    - genre Bohemanella Ramme, 1951
    - genre Cophoprumna Dovnar-Zapolskij, 1932
    - genre Dicranophyma Uvarov, 1921
    - genre Eokingdonella Yin, 1984
    - genre Genimen Bolívar, 1917
    - genre Gibbitergum Zheng & Shi, 1998
    - genre Guizhouacris Yin & Li, 2006
    - genre Liaopodisma Zheng, 1990
    - genre Pachypodisma Dovnar-Zapolskij, 1932
    - genre Paratonkinacris You & Li, 1983
    - genre Peripodisma Willemse, 1972
    - genre Phaulotettix Scudder, 1897
    - genre Podismodes Ramme, 1939
    - genre Prumna Motschulsky, 1859
    - genre Prumnacris Rehn & Rehn, 1944
    - genre Pseudozubovskia Zheng, Lin, Zhang & Zeng, 2014
    - genre Qinlingacris Yin & Chou, 1979
    - genre Rectimargipodisma Zheng, Li & Wang, 2004
    - genre Rhinopodisma Mistshenko, 1954
    - genre Taipodisma Yin, Zheng & Yin, 2014
    - genre Xiangelilacris Zheng, Huang & Zhou, 2008
- tribu indéterminée
  - genre Agnostokasia Gurney & Rentz, 1964
  - genre Aidemona Brunner von Wattenwyl, 1893
  - genre Akamasacris Cigliano & Otte, 2003
  - genre Duartettix Perez-Gelabert & Otte, 2000
  - genre Karokia Rehn, 1964
  - genre Mexacris Otte, 2007
  - genre Mexitettix Otte, 2007
  - genre Nisquallia Rehn, 1952
  - genre Oaxaca Fontana, Buzzetti & Mariño-Pérez, 2011
  - genre Parascopas Bruner, 1906
  - genre Pedies Saussure, 1861
  - genre Propedies Hebard, 1931
  - genre Psilotettix Bruner, 1908
  - genre Radacris Ronderos & Sánchez, 1983
  - genre Tijucella Amédégnato & Descamps, 1979
  - genre Tiyantiyana Cigliano, Pocco & Lange, 2011

## Publication originale
- Scudder, 1897 : Revision of the orthopteran group Melanopli (Acrididae), with special reference to North American forms. Proceedings of the United States National Museum, vol. 20, no 1124, p. 1-421.